# Vilhelm Billmanson
Olof Vilhelm Billmanson, född den 23 juli 1853 i Botkyrka socken, Stockholms län, död den 18 maj 1928 i Jönköping, var en svensk ämbetsman.
Billmanson blev student vid Uppsala universitet 1872. Han avlade telegrafassistentexamen 1873 och examen till rättegångsverken 1877. Billmanson blev vice häradshövding 1880, extra ordinarie landskontorist i Göteborgs och Bohus län samma år och ordinarie 1881. Han var landskamrerare i Göteborgs och Bohus län 1886–1899 och landssekreterare där 1899–1918. Billmanson var kamrerare vid Göteborgs och Bohus läns landsting 1881–1886, ledamot i direktionen för Göteborgs hospital 1899–1912 (vice ordförande 1906–1912), ordförande i länets sparbank från 1911 och ordförande i Munksjö 1896–1916. Han blev riddare av Nordstjärneorden 1892 och kommendör av andra klassen av samma orden 1906.